# سيلفي تيلييه
سيلفي تيلييه (بالفرنسية: Sylvie Tellier)‏ (ولدت في 28 مايو 1978، في نانت، لوار أتلانتيك) محامية، ممثلة، عارضة أزياء فرنسية، وحاملة لقب ملكة جمال سابقة، انتخبت ملكة جمال ليون 2001، و ملكة جمال فرنسا 2002.ورئيسة مسابقة ملكة جمال فرنسا الوطنية منذ يناير 2007 ، لتحل محل كزافييه دي فونتيني.

## نشأتها
ولدت سيلفي تيليه في 28 مايو 1978 في نانت في لوار أتلانتيك. بعد مرحلة الطفولة في سابل دولون، ذهبت لدراسة القانون في جامعة مولان جان ليون 3، وحصل على درجة الماجستير في القانون التجاري.

## روابط خارجية
سيلفي تيلييه في قاعدة بيانات الأفلام على الإنترنت